# Sven-Erik Johansson
Sven-Erik Nils Johansson, född 7 juni 1924 i Madesjö församling i Kalmar län, död 27 maj 2015 i Ljungskile församling i Västra Götalands län, var en svensk företagsekonom och professor vid Handelshögskolan i Stockholm.

## Utbildning
Johansson avlade ekonomexamen vid Handelshögskolan vid Göteborgs universitet 1948 och studerade i USA 1951-52. Han blev licentiat vid Handelshögskolan i Stockholm 1957 och disputerade där 1961 på doktorsavhandlingen Skatt - investering - värdering: en teoretisk studie av hänsystagande till inkomstskatt och penningvärdeförändringar påverkar dels investeringsobjekts ekonomiska livslängd och värdeminskningsförlopp, dels investeringars kapitalvärde och internräntefot varvid han blev ekonomie doktor (ekon.dr).

## Karriär
Johansson var verksam vid, och flera år chef för, forskningssektionen för redovisning och finansiering vid Ekonomiska forskningsinstitutet, EFI (nuvarande Stockholm School of Economics Institute for Research, SIR) vid Handelshögskolan i Stockholm. Johansson var innehavare av Jan Wallanders professur i företagsekonomi med särskild inriktning mot redovisning och finansiering vid Handelshögskolan i Stockholm 1961-1991.
Han var gästprofessor vid University of California, Berkeley 1963-64 samt vid New York University 1982-83. Utöver verksamheten i den akademiska världen var Johansson verksam som konsult i redovisningsfrågor och revisor i flera stora svenska företag. I Sverige kallas hävstångsformeln ibland Johanssonformeln efter Johansson, som lanserade begreppet för en bredare publik i Sverige.

## Utmärkelser
- Kungl. Ingenjörsvetenskapsakademiens (IVA:s) guldmedalj 2010